# Watashi no Miryoku / Love² Paradise
Singles de THE Possible
Family (...)
(2009) Nanja Korya?!
(2012)
Singles par THE Possible with Oto no Moto
Yabe Nabe Na Atsuryoku Be Na
(2010)
Watashi no Miryoku / Love² Paradise (私の魅力 / LOVE²パラダイス, , "Love Love Paradise") est le 13e single et 5e single "major" du groupe de J-pop THE Possible.

## Présentation
Le single sort le 6 octobre 2010 au Japon dans le cadre du Nice Girl Project sous le label TN-mix de TNX, distribué par Pony Canyon, écrit et produit par Tsunku. Il atteint la 9e place du classement de l'Oricon, et reste classé pendant 2 semaines. Il sort également en deux éditions limitées avec un DVD supplémentaire : de type "A" avec Watashi no Miryoku en premier titre et en clip, et de type "B" avec Love² Paradise en premier titre et en clip.
Le single sort treize mois après le précédent disque régulier du groupe, le single Family ~Tabidachi no Asa~. Le groupe a cependant sorti entre-temps en juin 2010 un disque en collaboration avec deux chanteurs pour une émission télévisée, le single Yabe ~Nabe~ Na Atsuryoku Be ~Na~ attribué à "THE Possible with Oto no Moto".
C'est le premier single "double face A" du groupe, contenant deux chansons principales et leurs versions instrumentales. Elles figureront sur l'album 2 Shiawase no Akashi qui sort un an et demi plus tard.

## Liste des titres

### Édition régulière
Toutes les chansons sont écrites et composées par Tsunku.
| 1. | Watashi no Miryoku (私の魅力)                      | 4:02 |
| 2. | Love² Paradise (LOVE²パラダイス)                   | 4:15 |
| 3. | Watashi no Miryoku (Instrumental) (私の魅力...)    | 4:02 |
| 4. | Love² Paradise (Instrumental) (LOVE²パラダイス...) | 4:15 |

### Édition limitée A
Toutes les chansons sont écrites et composées par Tsunku.
| 1. | Watashi no Miryoku (私の魅力)                      | 4:02 |
| 2. | Love² Paradise (LOVE²パラダイス)                   | 4:15 |
| 3. | Watashi no Miryoku (Instrumental) (私の魅力...)    | 4:02 |
| 4. | Love² Paradise (Instrumental) (LOVE²パラダイス...) | 4:15 |

| 1. | Watashi no Miryoku (私の魅力) |  |
| 2. | Making of (メイキング映像)    |  |

### Édition limitée B
Toutes les chansons sont écrites et composées par Tsunku.
| 1. | Love² Paradise (LOVE²パラダイス)                   | 4:15 |
| 2. | Watashi no Miryoku (私の魅力)                      | 4:02 |
| 3. | Love² Paradise (Instrumental) (LOVE²パラダイス...) | 4:15 |
| 4. | Watashi no Miryoku (Instrumental) (私の魅力...)    | 4:02 |

| 1. | Love² Paradise (LOVE²パラダイス) |  |
| 2. | Making of (メイキング映像)       |  |